# اچ‌ام‌ای‌اس چولس (ال۱۰۰)
اچ‌ام‌ای‌اس چولس (ال۱۰۰) (به انگلیسی: HMAS Choules (L100)) یک کشتی است که طول آن ۵۷۹٫۴ فوت (۱۷۶٫۶ متر) می‌باشد. این کشتی در سال ۲۰۰۳ ساخته شد.